# Luiz Fernando Nicolau
 Luiz Fernando Sarmento Nicolau  (Paraíba do Sul, 30 de setembro de 1946 — Manaus, 16 de novembro de 2020) foi um médico e político brasileiro. Foi deputado federal pelo Amazonas de 1995 a 2003 e também foi deputado estadual de 1987 a 1995.

## Biografia
Luís Fernando Sarmento Nicolau nasceu no dia 30 de setembro de 1946 em Paraíba do Sul (RJ), filho de Oscar Nicolau e de Carmem Mariz Sarmento Nicolau.
Em 1968, ingressou na Faculdade de Medicina da Fundação Universidade do Amazonas (FUA), em Manaus, graduando-se em 1973. No ano seguinte, tornou-se médico do Instituto Nacional de Assistência Médica da Previdência Social (INAMPS) e da Secretaria de Saúde de Manaus, bem como professor da FUA, exercendo esta atividade até 1975. Nesse mesmo ano, pós-graduou-se em administração hospitalar pelo Instituto São Camilo, em São Paulo. No ano seguinte, tornou-se diretor-presidente do Pronto-Socorro e Hospital dos Acidentados Ltda. de Manaus. De 1977 a 1978, foi presidente da Associação dos Hospitais e Clínicas Particulares do Amazonas. Em 1979, passou a ocupar também o cargo de diretor-presidente da Clínica Samel, na capital amazonense.
Ingressou na vida política filiando-se em 1986 ao Partido do Movimento Democrático Brasileiro (PMDB), em cuja legenda elegeu-se deputado estadual constituinte pelo Amazonas no pleito de novembro desse mesmo ano. Assumindo sua cadeira em janeiro do ano seguinte, tornou-se vice-presidente da Assembléia Estadual Constituinte entre 1987 e 1988, e presidente em 1988. Neste último ano, licenciou-se do Legislativo para ocupar a Secretaria de Saúde, no governo de Amazonino Mendes (1987-1990). Em 1989, deixou a secretaria e reassumiu seu mandato de deputado.
Nas eleições de outubro de 1990, reelegeu-se deputado estadual na legenda do PMDB, iniciando novo mandato em janeiro de 1991. No ano seguinte, tornou-se líder do seu partido, cargo que exerceu até 1993. Nesse ano, tornou-se presidente da Comissão de Constituição e Justiça e Redação Final, vice-presidente da Comissão de Saúde e novamente líder do partido na Assembléia, funções que desempenharia até o final da legislatura.
No pleito de outubro de 1994, concorreu a uma vaga na Câmara dos Deputados e elegeu-se por uma coligação formada pelo PMDB com o Partido da Social Democracia Brasileira (PSDB), obtendo 68.614 votos, a segunda maior votação da coligação e de todo o estado. Assumindo seu mandato em fevereiro do ano seguinte, tornou-se membro titular da Comissão de Fiscalização Financeira e Controle. Ainda nesse ano, deixou o PMDB, filiando-se em seguida ao PSDB.
Entre as principais votações ocorridas na Câmara em 1995, votou a favor da emenda que acabou com o monopólio dos governos estaduais na distribuição de gás canalizado; do fim do monopólio estatal das telecomunicações; do novo conceito de empresa nacional, que terminou com todas as diferenças legais entre empresas nacionais e estrangeiras; da quebra do monopólio da Petrobras na exploração do petróleo; da emenda que acabava com a reserva de mercado na navegação de cabotagem, permitindo que as embarcações estrangeiras passassem a operar no transporte de cargas e passageiros entre portos do país e da prorrogação por 18 meses da vigência do Fundo Social de Emergência (FSE), rebatizado de Fundo de Estabilização Fiscal (FEF).
Em 1996, deixou a Comissão de Fiscalização Financeira e Controle e passou a integrar, como titular, a Comissão de Economia, Indústria e Comércio. Entre as principais votações ocorridas na Câmara dos Deputados ao longo desse ano, votou a favor da reforma da previdência e da recriação do imposto do cheque, que mudou o nome de Imposto Provisório sobre Movimentação Financeira (IPMF) para Contribuição Provisória sobre Movimentação Financeira (CPMF), entre outros.
Em janeiro de 1997, o deputado Luís Fernando votou a favor do projeto de reforma constitucional que permitia aos ocupantes do Poder Executivo concorrerem à reeleição, ratificando sua posição no mês seguinte, quando foi aprovado no segundo turno de votação na Câmara dos Deputados. Transferindo-se para o Partido Progressista Brasileiro (PPB), agremiação integrante da base governista, em novembro desse ano votou a favor do projeto de reforma administrativa do governo que, ao ser aprovado, acabou com a estabilidade do servidor público.
No pleito de outubro de 1998, reelegeu-se deputado federal na legenda da coligação integrada pelo PPB e, no mês seguinte, votou a favor do projeto do governo de reforma da previdência que fixou um valor máximo para aposentadorias no setor público, bem como a idade mínima e o tempo de contribuição no setor privado. Em fevereiro do ano seguinte, iniciou novo período legislativo na Câmara dos Deputados.
Teve seis filhos.

## Morte
Morreu em Manaus, no dia 16 de novembro de 2020, aos 74 anos.